# 윌리엄 앤더스
윌리엄 앤더스(William Anders, 본명: 윌리엄 앨리슨 앤더스, 본명 영어: William Alison Anders, 1933년 10월 17일~2024년 6월 7일)는 미국 공군(USAF) 소장, 전기 기술자, 원자력 엔지니어, NASA 우주 비행사 및 사업가였다. 1968년 12월, 그는 지구 저궤도를 떠나 달로 여행한 최초의 세 사람인 아폴로 8호의 승무원이었다. 동료 우주비행사 프랭크 보먼, 짐 러벨과 함께 달 주위를 10번 돌았고, 크리스마스 이브 창세기 낭독을 포함해 라이브 이미지와 논평을 지구에 다시 방송했다. 임무의 달 궤도 중 하나에서 그는 상징적인 지구돋이 사진을 찍었다.
1955년 미 해군 사관학교를 졸업한 앤더스는 같은 해 미 공군 중위로 임관했으며 MB-1 핵탄두 공대공 미사일을 장착한 노스롭 F-89 스콜피온을 조종하는 전투기 조종사가 되었다. 그는 항공대학교 AFIT(공군기술연구소)에서 항공공학을 공부하고 싶었으나 항공기핵추진 프로그램이 진행 중이어서 대신 원자력공학을 공부해야 했다. 그는 1962년 AFIT를 졸업하고 원자력 공학 석사 학위를 취득한 후 공군 무기 연구소로 파견되어 USAF 원자력 원자로 프로그램의 기술적 측면을 관리했다.
앤더스는 1969년부터 1973년까지 미국 항공우주위원회 사무총장, 1973년부터 1975년까지 미국 원자력 위원회 위원, 1975년부터 1976년까지 원자력 규제 위원회 의장을 역임했다. 그 후 그는 노르웨이 주재 미국 대사가 되었다. 1976년부터 1977년까지. 1977년 9월 GE(제너럴 일렉트릭)에 원자력 제품 사업부 부사장 겸 총괄 책임자로 입사했으며, 1980년 GE 항공기 장비 부문 총괄 책임자가 되었다. 그는 GE를 떠나 텍스트론(Textron)에 임원으로 합류했다. 항공우주 부문 부사장을 거쳐 2년 후 운영 부문 수석 부사장이 되었다. 공무원으로 근무하는 동안 그는 USAF 예비 장교로 남아 활동적인 비행 상태를 유지했다. 그는 1988년 소장으로 예비군에서 물러났다. 1990년에는 제너럴 다이내믹스(General Dynamics)의 부회장이 되었고, 1991년에는 회장 겸 CEO가 되었다. 그는 1993년 CEO직을 은퇴하고 1994년 회장직을 맡았다.
앤더스가 자신의 빈티지 비치크래프트 T-34 멘토(Beechcraft T-34 Mentor)를 워싱턴주 샌환 제도 상공으로 비행하는 동안 비행기는 2024년 6월 7일 퓨젓사운드만에 추락한 것으로 보고되었다. 그의 시신은 미국 해안경비대와 산후안 카운티 보안관 부서의 수색 끝에 그날 늦게 회수되었다.